# Jan II van Bretagne
Jan II van Bretagne (3 of 4 januari 1239 - Lyon, 18 november 1305) was van 1268 tot aan zijn dood in 1305 hertog van Bretagne en graaf van Richmond.

## Biografie
Jan II van Bretagne werd geboren als de oudste zoon van hertog Jan I van Bretagne en Blanche van Navarra. Hij trouwde met de Engelse prinses Beatrix van Engeland en onderhield vervolgens een warme band met zijn zwager Eduard Langbeen. Zo vergezelde hij hem tijdens de Negende Kruistocht naar het Heilige Land. Nadat hij terugkeerde naar Frankrijk nam hij in 1285 ook deel aan de Aragonese Kruistocht.
Na de dood van zijn vader in 1286 erfde Jan II het Hertogdom Bretagne en het Engelse graafschap Richmond. Toen Filips IV van Frankrijk in 1294 de Guyenne binnenviel streed Jan II aan de zijde van de Engelsen tegen de Fransen, maar leed daarbij enkele nederlagen, maar nadat de Engelsen twee jaar later de Bretonse Abdij Saint-Matthieu de Fine-Terre plunderden verliet hij de zijde van de Engelse koning waarop Eduard hem zijn Engelse lenen afpakte. Jan II ging door met zijn bondgenootschap tussen Frankrijk en Bretagne en wist een huwelijk te sluiten tussen zijn kleinzoon Jan en Isabella van Valois, een nicht van de Franse koning. Hierdoor werd Jan II zelfs verheven in de Franse adel.
Tussen 1294 en 1304 streed hij aan de zijde van Filips IV tegen Gwijde van Dampierre en nam hij deel aan de slag bij Pevelenberg. Het jaar daarop reisde hij naar Lyon om aanwezig te zijn bij de kroning van paus Clemens V. Hij leidde toen het paard van de paus door de menigte in de straten toen er een van de omstanders op de stadsmuren viel en bovenop de hertog terechtkwam. Jan II overleed vier dagen later aan zijn verwondingen en zijn lichaam werd begraven in een karmelietenklooster in Ploërmel.

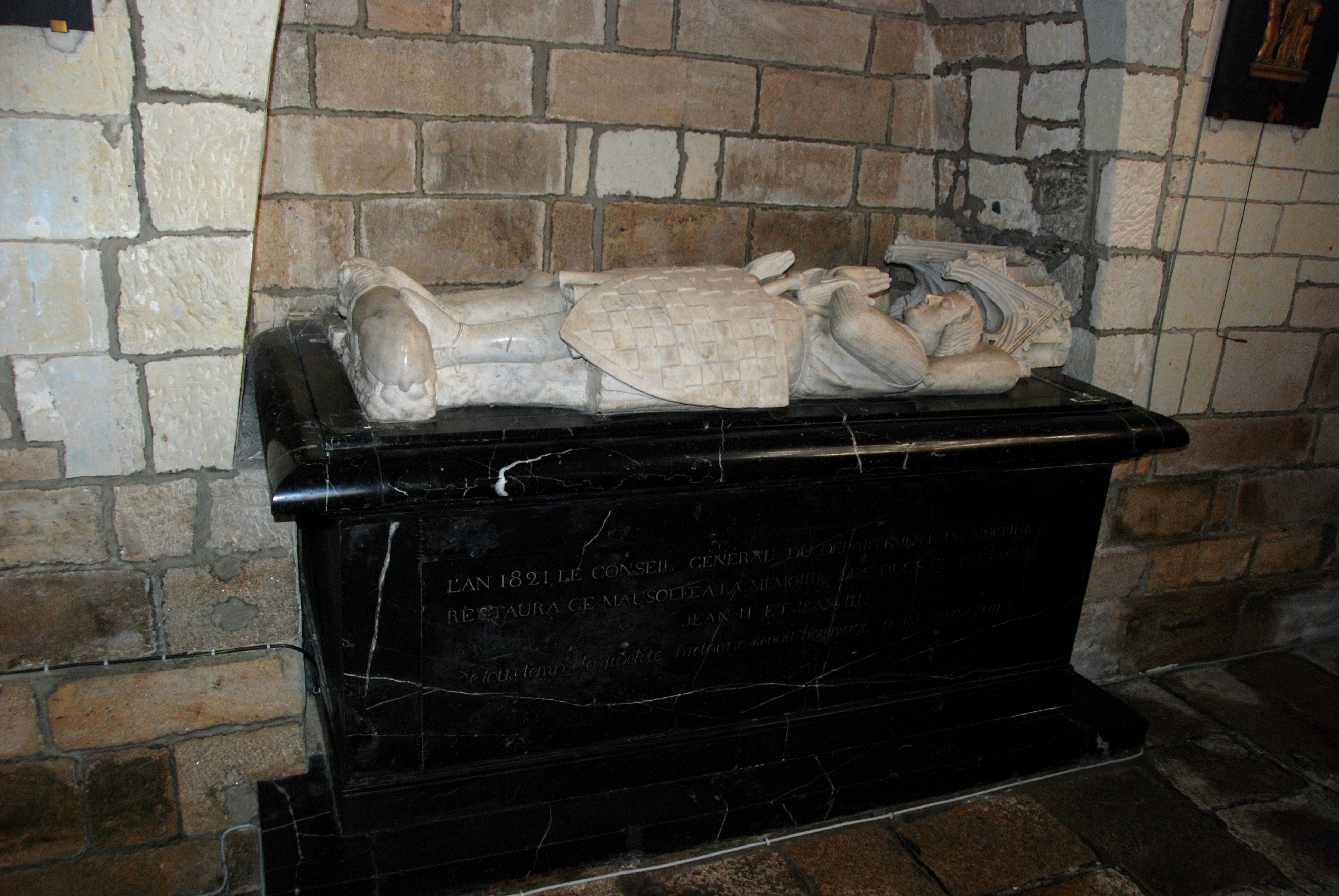
Graftombe van Jan II in Ploërmel

## Huwelijk en kinderen
Op 22 januari 1260 huwde Jan II van Bretagne met Beatrix van Engeland, dochter van Hendrik III van Engeland, en zij kregen samen zes kinderen:
- Arthur II (1261-1312), hertog van Bretagne
- Jan (1266-1334), graaf van Richmond
- Maria (1268-1339), gehuwd met Gwijde IV van Saint-Pol
- Peter (1269-1312), burggraaf van Leon
- Blanca (1271-1327), gehuwd met Filips van Artesië
- Eleonora (1275-1342), abdis van de abdij van Fontevraud.

## Voorouders
| Voorouders van Jan II van Bretagne | Voorouders van Jan II van Bretagne                               | Voorouders van Jan II van Bretagne                               | Voorouders van Jan II van Bretagne                               | Voorouders van Jan II van Bretagne                               | Voorouders van Jan II van Bretagne                                         | Voorouders van Jan II van Bretagne                                         | Voorouders van Jan II van Bretagne                                         | Voorouders van Jan II van Bretagne                                         |
| ---------------------------------- | ---------------------------------------------------------------- | ---------------------------------------------------------------- | ---------------------------------------------------------------- | ---------------------------------------------------------------- | -------------------------------------------------------------------------- | -------------------------------------------------------------------------- | -------------------------------------------------------------------------- | -------------------------------------------------------------------------- |
| Overgrootouders                    | Robrecht II van Dreux (1154-1218) ∞ Yolande de Coucy (1164–1222) | Robrecht II van Dreux (1154-1218) ∞ Yolande de Coucy (1164–1222) | Gwijde van Thouars (-1213) ∞ Constance van Bretagne (1161-1201)  | Gwijde van Thouars (-1213) ∞ Constance van Bretagne (1161-1201)  | Theobald III van Champagne (1179-1201) ∞ Blanca van Navarra (1177-1229)    | Theobald III van Champagne (1179-1201) ∞ Blanca van Navarra (1177-1229)    | Guichard IV van Beaujeu-Montpensier (-) ∞ Sibylle de Hainaut (-)           | Guichard IV van Beaujeu-Montpensier (-) ∞ Sibylle de Hainaut (-)           |
| Grootouders                        | Peter Mauclerc (1187-1250) ∞ Adelheid van Bretagne (1200-1221)   | Peter Mauclerc (1187-1250) ∞ Adelheid van Bretagne (1200-1221)   | Peter Mauclerc (1187-1250) ∞ Adelheid van Bretagne (1200-1221)   | Peter Mauclerc (1187-1250) ∞ Adelheid van Bretagne (1200-1221)   | Theobald I van Navarra (1201-1253) ∞ Agnes van Beaujeu-Montpensier (-1231) | Theobald I van Navarra (1201-1253) ∞ Agnes van Beaujeu-Montpensier (-1231) | Theobald I van Navarra (1201-1253) ∞ Agnes van Beaujeu-Montpensier (-1231) | Theobald I van Navarra (1201-1253) ∞ Agnes van Beaujeu-Montpensier (-1231) |
| Ouders                             | Jan I van Bretagne (1217-1286) ∞ Blanche van Navarra (1226-1283) | Jan I van Bretagne (1217-1286) ∞ Blanche van Navarra (1226-1283) | Jan I van Bretagne (1217-1286) ∞ Blanche van Navarra (1226-1283) | Jan I van Bretagne (1217-1286) ∞ Blanche van Navarra (1226-1283) | Jan I van Bretagne (1217-1286) ∞ Blanche van Navarra (1226-1283)           | Jan I van Bretagne (1217-1286) ∞ Blanche van Navarra (1226-1283)           | Jan I van Bretagne (1217-1286) ∞ Blanche van Navarra (1226-1283)           | Jan I van Bretagne (1217-1286) ∞ Blanche van Navarra (1226-1283)           |
| Jan II van Bretagne (1239-1305)    |                                                                  |                                                                  |                                                                  |                                                                  |                                                                            |                                                                            |                                                                            |                                                                            |